# 장서청
장서청(蔣瑞靑, 1894년 11월 23일 ~ 1897년 4월 24일)은 장제스의 어린 동생이다. 아명은 주전(周傳).